# علم كوراساو
علم كوراساو هو علم يمثل دولة كوراساو التابعة للمملكة الهولندية والتي كانت حتى عام 1984 جزءاً من جزر الأنتيل الهولندية إلى أن حلت.
العلم ذو خلفية زرقاء يتخلله شريط أصفر أفقي تحت المنتصف بقليل وتوجد في الزاوية اليسرى العليا بالقرب من سارية العلم نجمتين خماسيتين باللون الأبيض. يرمز اللون الأزرق إلى السماء (المنطقة الزرقاء العلوية) والبحر (المنطقة الزرقاء السفلية) في حين يرمز اللون الأصفر إلى الشواطئ المشمسة على طول الجزيرة. ترمز النجمتان إلى كوراساو وكلين كوراساو كما أنهما تعنيان الحب والأمل في حين أن أختيار النجمة كخماسية لترمز إلى القارات الخمس التي جاء منها سكان كوراساو
بعد أن تبنت أروبا علمها الخاص، حصلت كوراساو عل الموافقة لتبني علمها الخاص في سنة 1979. قدم ألفي تصميم إلى المجلس الأستشاري المسؤول، قرر المجلس في 29 نوفمبر 1982 أحدهم مع إجراء بعض التعديلات ورفع العلم في 2 يوليو 1984 بعد إجراء التعديل النهائي عليه بواسطة مارتن دن دولك.

## مواصفات العلم
- عرض العلم يساوي ثلثي طوله.
- تشغل الخلفية الزرقاء خمسة على ثمانية من عرض العلم من الأعلى وربع العرض من الأسفل.
- أما الخط الأصفر فيساوي عرضه ثمن عرض العلم.
- في الركن الأعلى من سارية العلم نجمتان خماسيتان إحداهما أكبر من الأخرى.
  - يبعد مركز النجمة الصغرى عن أعلى السارية أفقياً ورأسياً بمسافة متساوية مقدرها سدس عرض العلم، ويساوي قطر دائرتها أيضا سدس العرض.
  - بينما يبعد مركز النجمة الكبرى عن أعلى السارية أفقيا ورأسيا بمقدار ثلث عرض العلم، ويساوي قطر دائرتها اثنين على تسعة من العرض.
- اللون الأزرق (بانتون 280 C)، واللون الأصفر (بانتون 102 C).[2]